# SI-NUTS

Rozdělení Slovinska na celky úrovně NUTS 2 (oranžová a růžová barva) a NUTS 3 (číselné kódy)

NUTS:SI je zkratka pro normalizovanou klasifikaci územních celků ve Slovinsku pro potřeby statistického úřadu a Eurostatu.

## Rozdělení
- V prvním stupni dělení NUTS 1 je Slovinsko bráno jako jeden celek
- V nižší úrovni NUTS 2 se Slovinsko  dělí do 2 oblastí (Východní Slovinsko a Západní Slovinsko)
- Na úrovni NUTS 3 figurují statistické regiony Slovinska

| NUTS 2 | NUTS 2             | NUTS 3 | NUTS 3                         | NUTS 3                       |
| Kód    | Oblast             | Kód    | NUTS česky                     | NUTS slovinsky               |
| ------ | ------------------ | ------ | ------------------------------ | ---------------------------- |
| SI03   | Východní Slovinsko | SI031  | Pomurský region                | Pomurska regija              |
| SI03   | Východní Slovinsko | SI032  | Podrávský region               | Podravska regija             |
| SI03   | Východní Slovinsko | SI033  | Korutanský region              | Koroška regija               |
| SI03   | Východní Slovinsko | SI034  | Savinjský region               | Savinjska regija             |
| SI03   | Východní Slovinsko | SI035  | Zasávský region                | Zasavska regija              |
| SI03   | Východní Slovinsko | SI036  | Posávský region                | Posavska regija              |
| SI03   | Východní Slovinsko | SI037  | Jihovýchodní slovinský region  | regija jugovzhodna Slovenija |
| SI03   | Východní Slovinsko | SI038  | Přímořsko-vnitrokraňský region | Primorsko-notranjska regija  |
| SI04   | Západní Slovinsko  | SI041  | Středoslovinský region         | Osrednjeslovenska regija     |
| SI04   | Západní Slovinsko  | SI042  | Hornokraňský region            | Gorenjska regija             |
| SI04   | Západní Slovinsko  | SI043  | Gorický region                 | Goriška regija               |
| SI04   | Západní Slovinsko  | SI044  | Pobřežně-krasový region        | Obalno-kraška regija         |